# 105222 Oscarsaa
105222 Oscarsaa este un asteroid din centura principală de asteroizi.

## Descriere
105222 Oscarsaa este un asteroid din centura principală de asteroizi. A fost descoperit pe 31 iulie 2000 la Cerro Tololo de Marc W. Buie. Asteroidul prezintă o orbită caracterizată de o semiaxă mare de 2,19 ua, o excentricitate de 0,09 și o înclinație de 5,6° în raport cu ecliptica.